# Valentine Kalumba
Valentine Kalumba OMI (ur. 16 stycznia 1967 w Mufulira) – zambijski duchowny katolicki, biskup Livingstone od 2016.

## Życiorys

### Prezbiterat
Święcenia kapłańskie przyjął 22 października 2005 w zgromadzeniu oblatów. Pracował głównie w zakonnych parafiach, był także m.in. dyrektorem oblackiej rozgłośni radiowej i zastępcą przełożonego zakonnej delegatury w Zambii.

### Episkopat
18 czerwca 2016 papież Franciszek mianował go biskupem diecezji Livingstone. Sakry udzielił mu 3 września 2016 biskup Raymond Mpezele.